# Raymond Kurzweil
Raymond Kurzweil, ameriški futurist in izumitelj, * 12. februar 1948, New York, Združene države Amerike.
Najbolj je aktiven na področju strojne prepoznave in sinteze govora ter optičnega prepoznavanja znakov. V svojem času je izdal tudi več knjig, od katerih jih je bilo pet mednarodnih uspešnic. Za svoja dela je dobil pohvale od treh ameriških predsednikov, leta 1999 pa je Kurzweil prejel tudi National Medal of Technology and Inovation, kar je najbolj cenjena ameriška nagrada na področju tehnike.
O svojih prepričanjih in teorijah pogosto razlaga na konferencah, kot so TED, SXSW in DEMO. Od leta 2012 je zaposlen pri Googlu kot direktor inženiringa.

## Življenjepis
Raymond Kurzweil se je rodil v New Yorku. Po rodu je iz Avstrije, od koder sta emigrirala njegova starša tik pred začetkom druge svetovne vojne. Že pri petih letih je imel Kurzweil željo postati izumitelj, zato je začel shranjevati dele igrač in pripomočkov, iz katerih je pri sedmih letih naredil robotizirano lutkovno gledališče. S prvim računalnikom je prišel v stik pri dvanajstih letih leta 1960, ko je bilo teh samo ducat. To je vodilo do tega, da je pri svojih petnajstih letih izdelal svoj prvi računalniški program. Ta program je zbral podatke različnih skladb in melodij in po njihovem vzorcu ustvaril popolnoma novo originalno skladbo. 
Raymond Kurzweil je študiral na MIT. V času študija je ustanovil svoje prvo podjetje, ki je s pomočjo računalnikov povezalo dijake z šolami, ki naj bi njim najbolj ustrezale. Program se je imenoval Select College Consulting Program. Podjetje je nato prodal. Leta 1974 je ustanovil Kurzweil Computer Products, podjetje, ki se je ukvarjalo z napravami, ki so lahko prebrale besedilo, napisano v vseh normalnih pisavah. Njegova vizija je bila, da bi s pomočjo te naprave lahko brali slepi, saj je naprava potem besedilo tudi prebrala. Leta 1982 pa je Raymond ustanovil podjetje imenovano Kurzweil Music System. Podjetje je proizvajalo elektronske klaviature, ki so zelo natančno proizvajale zvok različnih glasbil. V svojem življenju je Kurzweil imel v lasti veliko podjetij. 
Leta 2005 je izumil prenosno napravo, ki je skenirala besedilo in ga nato prebrala. Sedem let kasneje se je Kurzweil zaposlil pri Googlu.

## Dela
Kurzweil je napisal veliko znanstvenih knjig, prva med njimi je bila The Age of Intelligent Machines, ki je leta 1990 prejela status najboljše računalniško znanstvene knjige, po knjigi The Singularity is near pa so posneli film. Preostale knjige, ki jih je napisal Kurzweil so: The 10% Solution for a Heathy Life, The Age of Spiritual Machines,  Fantastic Voyage: Live Long Enough to Live Forever, How to Create a Mind: The Secret of Human Thought Revealed, Danielle: Chronicles of a Superheroine. Napovedal pa je svojo naslednjo knjigo, The Singularity Is Nearer, ki bo izšla leta 2022.
Poleg filma The Singularity Is Near: A True Story About the Future, ki ga je napisal sam in je temelji na knjigi The Singularity is near, je po njegovih idejah nastal tudi film Plug & Pray in dokumentarec The Singularity. 
Prejel je veliko nagrad, nekatere med njimi so:
- prvo mesto na mednarodnem znanstvenem sejmu, leta 1965

- leta 1978 je prejel Grace Murray Hopper Award za njegov izum bralne naprave.

- leta 1995 je prejel Dicksonovo nagrado za znanost

- leta 1998 je prejel MIT nagrado izumitelj leta

- leta 2001 je prejel Lemelson-MIT nagrado za življenjsko delo razvijanja tehnologij za obogatenje umetnosti

## Pogledi

### Pogled na prihodnost genetike, nanotehnologije in robotike
Kurzweil je kot svetovalec ameriški vojski svetoval razvijanje obrambnih sistemov za obrambo pred terorističnimi napadi z virusi in nanotehnologijo. Meni, da je to resna grožnja, a zaradi tega ne bi smeli ustavljati napredka na teh področjih, saj ima po njegovem mnenju nanotehnologija velik potencial pri reševanju globalnih problemov kot so revščina, bolezni in podnebne spremembe.

### Zdravje in staranje
Kurzweil se do svojega 35. leta ni zanimal za svoje zdravje, dokler ni bil diagnosticiran s sladkorno boleznijo tipa 2. Z zdravnikom Terryjem Grossmanom si deli prepričanje o zdravljenju z ekstremnim režimom, ki vključuje stotine tablet, rdeče vino in mnoge druge metode v poskusu podaljšanja življenja. Kurzweil je jemal okoli 250 prehranskih dodatkov v obliki tablet na dan, a je to število do leta 2015 zmanjšal na 100 tablet. V knjigi The Singularity is Near je pogumno dejal, da mu je ta prehrambni režim pomagal zaustaviti sladkorno bolezen. 

### Tehnološka singularnost
Tehnološka singularnost je hipotetična točka v času, ko tehnološka rast postane tako velika, da je človeštvo ne more več nadzorovati. Najbolj razširjena verzija singularnosti je, da bo v točki tehnološke singularnosti nadzor prevzela umetna inteligenca, ki bo vedno hitreje razvijala samo sebe. Kurzweil meni da se bo tehnološka singularnost zgodila okoli leta 2045, takrat naj bi umetna inteligenca dodobra presegla skupno možgansko moč človeštva. 